# The Devil's Teardrop
The Devil's Teardrop (Brasil: A Lágrima do Diabo ) é um filme de drama, suspense, policial e ação coproduzido pelo Canadá e Canadá em 2010, dirigido por Norma Bailey.